# Foro Social de Sevilla
El Foro Social de Sevilla (FSS) es una organización social creada en Sevilla, España. En ella se encuentran representantes de distintos grupos sociales, partidos de izquierda, medios alternativos, sindicatos de Estado, grupos políticos y plataformas antiglobalización. El Foro se encuentra desvinculado de los distintos gobiernos por los que ha atravesado España desde su creación y adopta un punto de vista muy crítico con el imperialismo estadounidense, el Estado de Israel, los Gobiernos de derechas (Partido Popular) y centroizquierda (Partido Socialista Obrero Español) y, en menor medida, con otros temas como la explotación empresarial.
El FSS nació en febrero de 2002 y lo crearon aquellas personas y organizaciones que en su día firmaron el Manifiesto fundacional «Otro mundo es posible, otra Europa es posible» y por todas aquellas que posteriormente se han sumado activamente a las actividades propias del Foro. Organizó en junio de 2002 una cumbre social alternativa con ocasión de la reunión de jefes de Estado y de Gobierno de la Unión Europea en Sevilla.
El FSS no tiene entidad jurídica ni sede propia. Su órgano principal de decisión es la asamblea o plenario, abierta a cualquier persona u organización. Se suele reunir los martes por la tarde, cada quince días, en el Centro Cívico Las Sirenas (Alameda-Sevilla).
La comunicación y coordinación entre las personas interesadas en la organización de las actividades del FSS se realiza a través de listas de correo.